# Dessauer Abendmahl

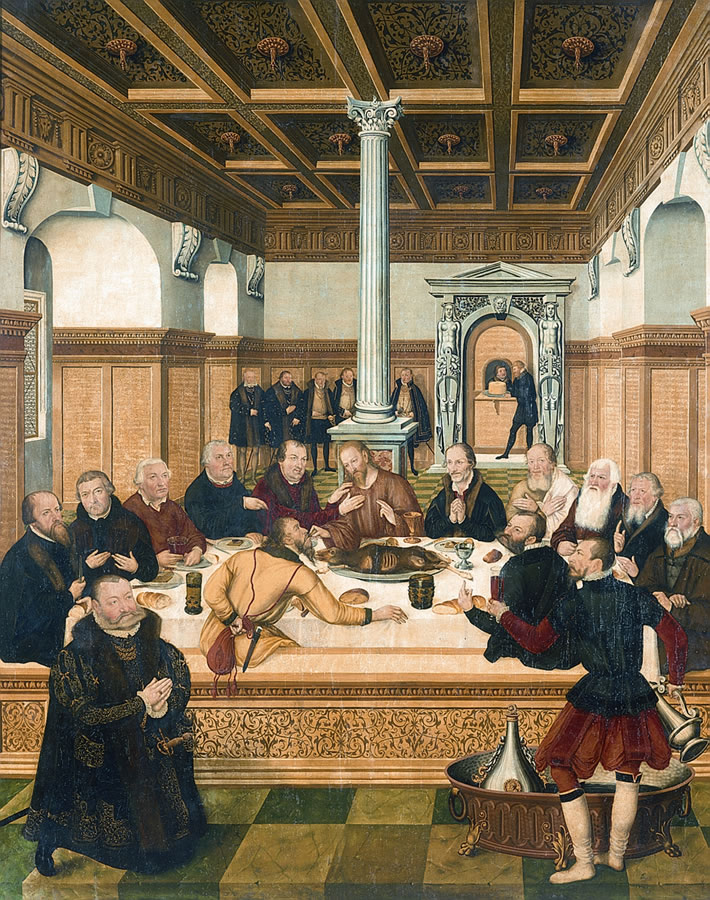
Lucas Cranach d. J. (1515–1586): Das Abendmahl (heute in der Dessauer Johanniskirche)

Das Dessauer Abendmahl ist das Epitaph-Gemälde für den Dessauer Fürsten Joachim (1509–1561) in der Johanniskirche in  Dessau-Roßlau. Es wurde 1565 von Lucas Cranach dem Jüngeren (1515–1586) gemalt.

## Beschreibung
Das Motiv des etwa 2,50 × 2,00 Meter großen Tafelgemäldes ist das Abendmahl Jesu, wobei anstelle der Apostel die wichtigsten mitteldeutschen Reformatoren, unter anderem Luther und Melanchthon, sowie verschiedene Mitglieder des Fürstenhauses Anhalt an der gedeckten Tafel um Gottes Sohn versammelt sind. Der verstorbene Fürst Joachim kniet links im Vordergrund, rechts vorne reicht ein Mundschenk Getränke an. Als Szenerie dient ein geschlossener Raum mit Kassettendecke, Wandvertäfelungen, korbbogigen Fensteröffnungen usw., die eine starke Betonung der Raumperspektive erlauben. Im Hintergrund des Raumes befinden sich verschiedene Nebenfiguren. 
Zentral in der Bildmitte und betont durch die Symmetrie der Bildkomposition wie die auf ihn zulaufende Säule, sitzt Christus im Kreis seiner Anhänger an der gedeckten Abendmahlstafel. Links von Christus ist der anhaltinische Fürst Georg III. dargestellt, unter dem Dessau eine wichtige Stätte für die Ausbreitung der lutherischen Reformation wurde. Daran schließen sich nach links die Reformatoren Martin Luther, Justus Jonas, Johannes Bugenhagen und Kaspar Cruciger an. Rechts von Christus sitzen Philipp Melanchthon, Johann Forster, Johann Pfeffinger, Bartholomäus Bernhardi und Georg Major. 
Das Bild betont die Rolle Melanchthons, der direkt neben Christus sitzt, während Luther nur noch in der zweiten Reihe erscheint. Im isoliert sitzenden Judas mit dem Geldbeutel, der gegenüber Melanchthon erscheint, lässt sich daher Melanchthons Widersacher Matthias Flacius Illyricus ausmachen.

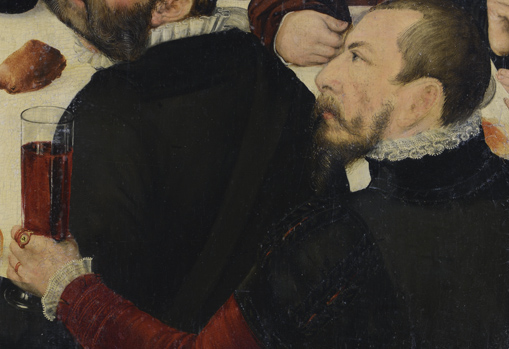
Ausschnitt mit Mundschenk

Der auf dem Gemälde dargestellte Mundschenk wird als Selbstbildnis Lucas Cranachs des Jüngeren gedeutet, weil sein Siegelring, den er am Zeigefinger der linken Hand trägt, die geflügelte Schlange zeigt, die das Wappen der Malerfamilie zierte und als deren Signatur fungierte. Rechts unten ist das Bild nochmals mit Schlangensignet signiert und mit dem Datum 1565 versehen.
Ungeklärt ist die Person links vor dem Mundschenk, bei der es sich aufgrund von Porträtähnlichkeit entweder um ein Mitglied der fürstlichen Familie handelt, die jedoch aufgrund der Blickbezüge auch als der Humanist Georg Helt († 1545) identifiziert werden könnte, der die Fürsten Georg und Joachim unterrichtete.
Die Personen im Hintergrund links an der Wand sind die fünf anhaltinischen Fürsten Wolfgang, Johann IV., Carl, Joachim Ernst und Bernhard. Die Diener im Torbogen hinten rechts lassen sich plausibel als die obersten Bediensteten des verstorbenen Fürsten Joachim identifizieren: Kanzler Johann Ripsch als Koch und Rat Hans von Heinitz als Essensträger.

## Provenienz
Das Epitaph für den Dessauer Fürsten Joachim (1509–1561) wurde von seinen Neffen, den Fürsten Joachim Ernst und Bernhard, gestiftet. 
Das Bild befand sich ursprünglich in der im Zweiten Weltkrieg zerstörten Residenzkirche St. Marien, heute ist es in der Johanniskirche, der Evangelischen Kirchengemeinde St. Johannis und St. Maria Dessau, ausgestellt. In der Köthener Kirche St. Agnus befindet sich eine zeitgenössische Werkstattkopie des Epitaphs.